# Aframomum pseudostipulare
Aframomum pseudostipulare är en enhjärtbladig växtart som beskrevs av Ludwig Eduard Loesener, Gottfried Wilhelm Johannes Mildbraed och Jean Koechlin. Aframomum pseudostipulare ingår i släktet Aframomum och familjen Zingiberaceae. Inga underarter finns listade i Catalogue of Life.